# Advanced Audio Distribution Profile
L’Advanced Audio Distribution Profile (A2DP) è una tecnologia che consente di inviare un segnale audio stereofonico attraverso lo standard Bluetooth. Si può distinguere tra:
- sorgente (A2DP-SRC: Advanced Audio Distribution Source) e
- ricevente (A2DP-SNK: Advanced Audio Distribution Sink).

Una sorgente può essere ad esempio un telefono cellulare dotato di Bluetooth, mentre l'apparato ricevente può essere un'autoradio o degli auricolari Bluetooth.
Le specifiche del protocollo A2DP impongono l'uso del codec SBC per la trasmissione dell'audio. È invece opzionale il supporto ai codec MP3, AAC, Vorbis e aptX.
Spesso l'A2DP viene utilizzato insieme all’Audio Video Remote Control Profile (AVRCP) per controllare a distanza la sorgente.

## Supporto dei sistemi operativi
- Il protocollo A2DP non è supportato direttamente da Windows 7, tuttavia vi sono in vendita diverse periferiche Bluetooth che lo supportano.
- Linux supporta il protocollo attraverso BlueZ insieme a ALSA o PulseAudio.
- Su Mac è presente l’A2DP Agent dal 26 ottobre 2007 con Mac OS X Leopard.
- Android supporta l'A2DP dalla versione 1.5.
- iPhone e iPad lo supportano a partire da iOS 3.0.
- Windows Phone 7 supporta il protocollo dal primo rilascio.
- I telefoni cellulari Nokia con sistema operativo Symbian supportano l'A2DP.
- Firefox OS supporta il protocollo a partire dalla versione 1.2 del sistema operativo.[1]
- Anche Sailfish OS supporta l'A2DP.[2]

## Qualità della trasmissione audio
Secondo lo standard, le sorgenti A2DP devono supportare solo il codec SBC, che può essere utilizzato senza licenza. In questo modo molti produttori di dispositivi Bluetooth non hanno dovuto pagare le licenza per l'uso di formati come MP3, AAC o aptX. Perciò, la musica presente sul dispositivo deve prima essere decompressa dal codec originale e poi ricompressa con il codec SBC prima di essere trasmessa. Questo può portare una perdita della qualità del suono originale. Tuttavia la velocità di trasmissione del codec SBC può arrivare fino a 345 kbit/s, rendendo di fatto la perdita di qualità del suono al di fuori della gamma udibile. Utilizzando invece il codec aptX, che però non è supportato da tutti i dispositivi, viene conservata la qualità del suono originale.